# Bénac (Alti Pirenei)
Bénac è un comune francese di 526 abitanti situato nel dipartimento degli Alti Pirenei nella regione dell'Occitania.

## Società

### Evoluzione demografica
Abitanti censiti